# Jørgen Hansen Seidelin
Jørgen Hansen Seidelin (ca. 1633 i Helsingør – ca. 1688) var en dansk præst. Søn af handelsmand Hans Jørgensen (død 1639) og hustru Lisbeth Seidelin (død 1659). Han var gift med Ide Nikkelsdatter Koch (født 1638-39), datter af generaltoldvisitør Nikkel Helmer Kock (død 1645), og far til provst Nichel Seidelin (1666-1737).
Sammen med sin bror Hans Hansen Seidelin studerede han i udlandet. Ifølge traditionen fik de i Uppsala oplysninger om Carl X Gustavs krigsforberedelser og hastede hjem for at underrette Frederik III. Ret sikkert er det, at de under Københavns belejring forud for Stormen på København udførte værdifuld spionagevirksomhed, hvor de i kraft af deres viden om matematik og ingeniørvidenskab samt kendskab til det svenske sprog skaffede oplysninger om det svenske materiel, som kunne udnyttes i forsvaret af København. 
Som tak for deres store indsats lovede kongen dem begge gode embeder. Jørgen Hansen Seidelin blev i 1662 sognepræst til Sjelle, Skjørring og Låsby og 1679 blev han slotspræst i Skanderborg samt provst i Framlev og Hjelmslev Herreder.